# Serbien och Montenegros herrlandslag i fotboll
Serbien och Montenegros fotbollslandslag (mellan 1994 och 2003 under namnet FR Jugoslavien) representerade Serbien och Montenegro i fotboll på herrsidan. Då Montenegro blev självständigt genom en folkomröstning i maj 2006, blev resultatet att Montenegro bildade sitt eget fotbollslandslag och Serbien bildade Serbiens fotbollslandslag.
Den 23 december 1994 spelades den första landskampen, där man föll med 0-2 mot Brasilien i Porto Alegre. Landet som nu egentligen var Serbien och Montenegro valde fortfarande att kalla sig Jugoslavien. Detta gjorde man fram till 2003 då namnet Serbien och Montenegro antogs.

## Historia

### Serbien och Montenegro i VM 1998
Laget gick vidare från gruppspelet men förlorade mot Nederländerna i andra omgången. Nederländernas segermål kom på övertid. Under gruppspelet vann man mot Iran och USA med uddamål i båda matcherna. I matchen mot Tyskland ledde man med 2-0 innan tyskarna hämtade upp till 2-2. Jugoslavien gick vidare som grupptvåa genom målskillnad.

### Serbien och Montenegro i EM 2000
Laget gick vidare från gruppspelet men i kvartsfinalen föll man mot hemmanationen Nederländerna med 1-6. Lagets skyttekung var Savo Milošević som gjorde fem mål.

### VM 2006
2005 kvalificerade man sig för VM 2006 efter att ha vunnit sin kvalgrupp före länder som bland andra Spanien och Belgien. Man släppte in endast ett mål på 10 matcher. Under VM hamnade man i "dödens grupp" med Nederländerna, Argentina och Elfenbenskusten. Man inledde gruppespelet med en 0–1-förlust mot Nederländerna. I nästa match krossades man av Argentina som vann stort (0-6). Inför sista matchen mot Elfenbenskusten i München den 21 juni 2006 var man redan utslagna, men under matchen ledde man med 2-0 efter halva första halvlek. Elfenbenskusten vände dock och vann med 2-3, och Serbien och Montenegro slutade sist i gruppen. Matchen var Serbien och Montenegros sista landskamp.

## Meriter
- Olympiska spelen: 2004

## Landslaget 2006
Målvakter
Dragoslav Jevrić - BB Ankaraspor - Ankara 
Oliver Kovačević - CSKA Sofija 
Försvarare
Ivica Dragutinović - Sevilla FC - Sevilla
Goran Gavrančić - FC Dynamo Kyiv - Kiev 
Milivoje Ćirković - FK Partizan - Belgrad 
Mladen Krstajić - FC Schalke 04 - Gelsenkirchen 
Nenad Đorđević - FK Partizan - Belgrad 
Nemanja Vidić - Manchester United - Manchester 
Milan Dudić - FK Crvena zvezda - Belgrad 
Dušan Petković - FC Dinamo Moscow - Moskva 
Marjan Marković - FC Dynamo Kiyv - Kiev 
Milivoje Vitakić - Lille OSC - Lille 
Mittfältare
Ognjen Koroman - Portsmouth FC - Portsmouth 
Dejan Stanković - FC Internazionale - Milano 
Predrag Đorđević - FC Olympiakos - Athen 
Igor Duljaj - FC Shakhtar - Donetsk 
Branko Bošković - FC Troyes - Troyes 
Nenad Brnović - FK Partizan - Belgrad 
Zvonimir Vukić - FK Partizan - Belgrad 
Miloš Marić - FC Olympiakos - Athen 
Dragan Mladenović - FK Crvena Zvezda - Belgrad 
Saša Ilić - Galatasaray SK - Istanbul 
Anfallare
Mateja Kezman - Atletico de Madrid - Madrid
Savo Milosevic - Osasuna - Osasuna
Darko Kovacevic - Real Sociedad - San Sebastian
Nikola Zigic - FK Crvena Zvezda - Belgrad
Danijel Ljuboja - Vfb Stuttgart - Stuttgart 
Nenad Jestrovic - FC Al Ain - Al Ain
Marko Pantelić - Hertha BSC - Berlin

## Anmärkningslista
1. ↑  FRY som FR Jugoslavien.